# Coniopterygidae
Coniopterygidae es una familia de Pterygota (insectos alados) dentro del orden (Neuroptera). Se conocen alrededor de 460 especies no extintas. Estos minúsculos insectos pueden ser normalmente identificados hasta el nivel de género usando una lupa para ver la distribución de las venas de las alas. Sin embargo, para identificar especies, en general, es necesario examinar la genitalia usando un microscopio.

## Descripción y ecología
El aspecto general de los individuos adultos es bastante distinto del resto de los miembros del orden Neuroptera. Son de pequeño tamaño (envergadura entre 1,8mm y 5mm), sus alas son marronáceas y translúcidas, normalmente cubiertas de polvo de cera y escamas. Por ello, su aspecto se asemeja más a simple vista a moscas blancas (Aleyrodidae), una familia de insectos totalmente diferente y muy alejada evolutivamente de los neurópteros. Un carácter distintivo es que las especies de Coniopterygidae (del mismo modo que muchos otros neurópteros) tienen las alas dispuestas muy juntas en reposo, mientras que las moscas blancas las tiene dispuestas de manera mucho más horizontal.
Las especies de Coniopterygidae están fuertemente asociadas a plantas leñosas, en las cuales normalmente pasan toda su vida. Las hembras depositan sus huevos de uno en uno en las hojas o en la corteza de las plantas. Las larvas suelen alcanzar los 3,5 mm de largo. Sus piezas bucales consisten en cortos y rectos tubos chupadores cubiertos por el labro. Son de hábito crepuscular, se desarrollan en arbustos y árboles, donde se alimentan de pequeños invertebrados como cochinillas (Coccoidea), pulgones (Aphididae) y ácaros (Acari), así como de huevos de artrópodos. Se pensó que algunas especies de esta familia podrían ser usadas para el control biológico de plagas en cultivos de árboles y arbustos, pero no han resultado prácticas (UCR.edu). Para su alimentación utilizan sus tubos chupadores para absorber los fluidos de su presa. En general producen 2 generaciones por año.

## Taxonomía
Se conocen numerosos taxones fósiles desde el Jurásico superior en adelante. La mayoría de ellos, incluidos los géneros actuales, son difíciles de posicionar dentro de la filogenia de la familia:
- Alboconis (fósil)
- Apoglaesoconis (fósil)
- Archiconiocompsa (fósil)
- Archiconis (fósil)
- Conwentzia
- Gallosemidalis (fósil)
- Glaesoconis (fósil)
- Heminiphetia (fósil)
- Hemisemidalis (fósil)
- Juraconiopteryx (fósil)
- Libanoconis (fósil)
- Libanoseminalis (fósil)
- Pararchiconis (fósil)
- Phthanoconis (fósil)
- Semidalis
- Spiloconis